# Református templom (Komárom)
A komáromi református templom a Jókai utcában található. A város egyik jellegzetes épülete 63 m magas tornyával és empire stílusú homlokzatával. Vele szemben található a Komáromi Református Kollégium épülete.
Bár 1672 előtt már volt a reformátusoknak temploma a városban, az ellenreformáció vallásüldözése miatt egy évszázadig templom nélkül maradtak. Csak a Türelmi rendelet tette lehetővé a templomépítést, melyet 1782. február 27-én hirdettek ki a vármegyei közgyűlésen. Komáromban azonnal megalakul a református egyház Péczeli József és Mindszenthy Sámuel prédikátorok vezetésével. Két ideiglenes fatemplomot is építettek, majd 1785-ben megvették Csépy Ferenc nemesi kertjét, ahol először a lelkészlakok épültek fel, majd 1787. március 13-án a kőtemplom építése is megkezdődött. A hívek adományaiból épített templomot 1788. szeptember 23-án szentelték fel. Ekkor készült el díszes, fából faragott szószéke (Szarka János alkotása) és az ún. Mózes-szék. Orgonáját Bohák János bécsi mester készítette 1806-ban. A templom az akkori Magyarország második legnagyobb református temploma volt, 2500 férőhelyével.
A templomra építésekor csak fatorony került, kőtornyát 1818-ban kezdték építeni és 1832-ben fejezték be. A templom homlokzatán emléktáblát helyeztek el. 1837-ben 3 új harang került a toronyba és két év múlva a toronyóra is elkészült (Rauschmann József alkotása).
A templom súlyos károkat szenvedett Komárom ostromakor. 1849. március 29–én az ostromló császári sereg lövedékei felgyújtották, a tetőzete leégett, harangjai leolvadtak. 1850-1853 között helyreállították a templomot, az új harangokat a templom udvarán felállított kemencében öntötték, Kiss Zsigmond órásmester készítette az új harangokat.

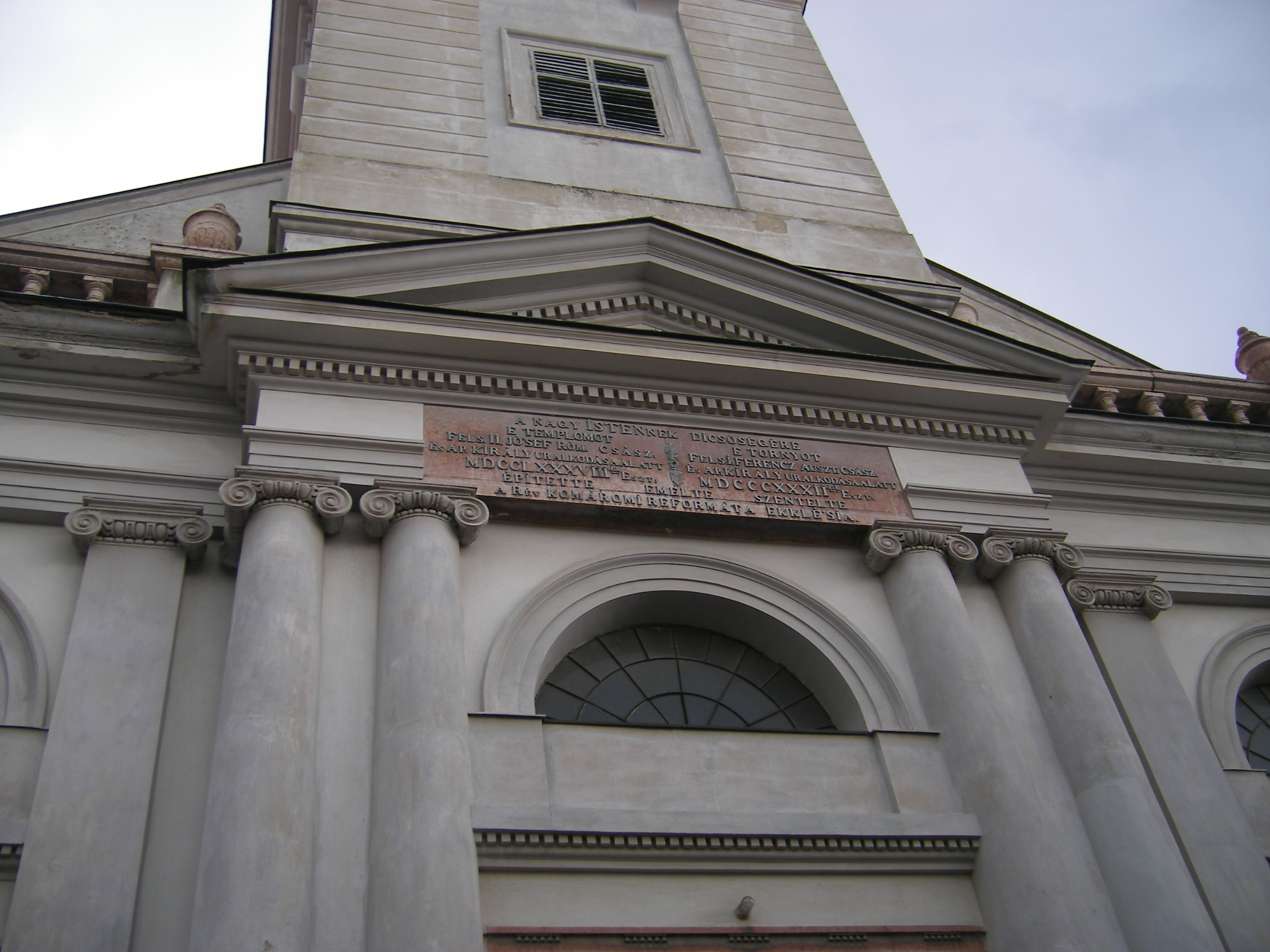
A templom homlokzata

Az első világháborúban az öregharang kivételével elvitték beolvasztani a harangokat, 1929-ben pótolták őket. 1922 decemberében avatták fel a templomban a világháborúban elesett komáromi reformátusok emléktábláját. 1925-ben itt tartották Jókai Mór születési centenáriumának emlékgyűlését.
Udvarán több 18-19. századi sírkő áll, melyeket a református temetőből szállítottak ide. Itt áll a lebontott érsekújvári erőd Komáromi kapujának kapukerete, melyet 1954-ben vásárolt meg Galambos Zoltán lelkész a katonakórház bontásakor. A templom udvarán, a volt segédlelkészi lakásban református emlékszobát rendeztek be, sokáig itt őrizték a Beöthy- és a Ghyczy Kálmán-emléktáblákat is, melyeket azóta újra felavattak eredeti helyükön.